# Igreja Presbiteriana Reformada do Pacto
A Igreja Presbiteriana Reformada do Pacto (IPRP) ou Igreja Presbiteriana Reformada da Aliança (IPRA) - em inglês Covenant Reformed Presbyterian Chuch - é uma denominação presbiteriana, formada em 1997, por igrejas que se separam da Igreja Presbiteriana na América, por defenderem a teonomia.

## História
As igrejas presbiterianas são oriundas da Reforma Protestante do século XVI. São as igrejas cristãs protestantes que aderem à teologia reformada e cuja forma de organização eclesiástica se caracteriza pelo governo de assembleia de presbíteros. O governo presbiteriano é comum nas igrejas protestantes que foram modeladas segundo a Reforma protestante suíça, notavelmente na Suíça, Escócia, Países Baixos, França e porções da Prússia, da Irlanda e, mais tarde, nos Estados Unidos.
Em 1997, um grupo de igrejas se separou da Igreja Presbiteriana na América e formou a Igreja Presbiteriana Reformada do Pacto (IPRP). A principal causa da sua separação foi a defesa da teonomia por parte destas igrejas.
Uma igreja do Suriname, originalmente batista e depois vinculada à Igreja Presbiteriana Ortodoxa, aderiu à denominação depois da sua organização.

### Tentativa de fusão
Em 2004 a IPRP realizou uma assembleia conjunta com a Igreja Presbiteriana Reformada - Presbitério de Hanover, uma outra denominação conservadora nos Estados Unidos, objetivando uma união. Todavia, conflitos sobre o governo da denominação por um tribunal superior e a tolerância do Presbitério de Hanover para que membros participem da Maçonaria impediram a união.
No mesmo ano, a Associação do Pacto de Igrejas Reformadas e Presbiterianas e a Igreja Presbiteriana da Reforma Americana enviaram delegados para as reuniões do Presbitério da IPRP. Todavia, a união entre as denominações não foi alcançada.

### Dissidentes
Em 2006, uma de suas igrejas se separou da denominação e formou a Igreja Presbiteriana Westminster nos Estados Unidos.

## Doutrina
A denominação subscreve a Confissão de Fé de Westminster, Catecismo Maior de Westminster e Breve Catecismo de Westminster. Se diferencia de outros presbiterianos apenas pela defesa da teonomia.